# Новосілка (Волноваський район)
Новосі́лка (Нейгайм, Олександрівка) — село Великоновосілківської селищної громада Волноваського району Донецької області в Україні.

## Загальні відомості
Відстань до центру громади становить близько 14 км і проходить автошляхом місцевого значення. Понад селом тече Балка Солона.

## Історія
Лютеранське село, засноване 1882 року під назвою Нейгайм. Засновники з Маріупольських колоній. Лютеранська парафія Людіґсталь. Землі 1750 десятин (1911). Сільрада (1926).
7 (20) листопада 1917 року, відповідно до Третього Універсалу Української Центральної Ради, увійшло до складу Української Народної Республіки.  

## Населення
| Рік  | Кількість мешканців |
| ---- | ------------------- |
| 1897 | 372                 |
| 1905 | 328                 |
| 1911 | 390                 |
| 1919 | 470                 |
| 1926 | 532/525 нім.        |
| 1941 | 416                 |

За даними перепису 2001 року населення села становило 104 особи, з них 70,19 % зазначили рідною мову українську та 27,88 % — російську.